# Măgureni
Măgureni es una comuna ubicada en el distrito de Prahova, Rumania.

## Superficie
Posee una superficie de 48,01 kilómetros cuadrados.

## Demografía
Hasta 2021 la población era de 5674 habitantes, con una densidad de población de 118,2 habitantes por kilómetro cuadrado.